# Torino FC
Torino Football Club 1906 talijanski je nogometni klub iz Torina. Trenutačno se natječe u Serie A.

## Povijest
Klub je osnovan 1906. pod imenom Associazione Calcio Torino. Godine 1970. mijenjaju ime u Torino Calcio, a sadašnje ime nose od 2005. Većinu svog postojanja proveli su u Seriji A, u kojoj se i trenutačno natječu. Najuspješnije razdoblje kluba bile su 1940.-te, kada su osvojili pet od ukupno sedam svojih naslova prvaka Italije. Era Grande Torina ("Veliki Torino"), kako su ih tada zvali, tragično je prekinuta 4. svibnja 1949., kada su u zrakoplovnoj nesreći u brdima Superge poginuli svi igrači Torina osim jednog, koji nije išao na put jer je bio ozljeđen. Torino je pet puta osvajao Talijanski kup, a najveći međunarodni uspjeh im je igranje u finalu Kupa UEFA sezone 1991./92., u kojem ih je porazio nizozemski Ajax. Svoje domaće utakmice igraju na Stadiu Olimpico, a najveći rival im je torinski Juventus, s kojim igraju tzv. Derby della Mole.
Torino ima svoju klupsku himnu. Zove se Cuore Toro, a izvodi ju sastav Statuto.

## Naslovi

### Domaći
Serie A:
- Prvak (7): 1926./27.,[1] 1927./28., 1942./43., 1945./46., 1946./47., 1947./48., 1948./49., 1975./76.
- Doprvak (7): 1907., 1914./15., 1928./29., 1938./39., 1941./42., 1976./77., 1984./85.

Serie B:
- prvak (3): 1959./60., 1989./90., 2000./01.

Talijanski kup:
- prvak (5): 1935./36., 1942./43., 1967./68., 1970./71., 1992./93.
- Doprvak (8): 1937./38., 1962./63., 1963./64., 1969./70., 1979./80., 1980./81., 1981./82., 1987./88.

Talijanski Superkup:
- Doprvak  (1): 1993.

### Međunarodni uspjesi
Kup UEFA:
- Drugi (1): 1991./92.

Mitropa kup:
- Prvak (1): 1991.

## Poznati bivši igrači
- Christian Abbiati
- Nicola Amoruso
- Enrico Annoni
- Antonino Asta
- Valerio Bacigalupo
- Dino Baggio
- Adolfo Baloncieri
- Simone Barone
- Enzo Bearzot
- Pasquale Bruno
- Luca Bucci
- Luciano Castellini
- Sandro Cois
- Eugenio Corini
- Roberto Cravero
- Massimo Crippa
- Aimo Diana
- Giuseppe Dossena
- Marco Ferrante
- Giorgio Ferrini
- Stefano Fiore
- Diego Fuser
- Luca Fusi
- Fabio Galante
- Giovanni Galli
- Francesco Graziani
- Ciro Immobile
- Gianluigi Lentini
- Cristiano Lucarelli
- Luca Marchegiani
- Valentino Mazzola
- Romeo Menti
- Gigi Meroni
- Roberto Mozzini
- Roberto Mussi
- Roberto Muzzi
- Eraldo Pecci
- Gianluca Pessotto
- Silvio Piola
- Paolino Pulici
- Fabio Quagliarella
- Ruggiero Rizzitelli
- Roberto Rosato
- Alessandro Rosina
- Claudio Sala
- Patrizio Sala
- Franco Selvaggi
- Aldo Serena
- Matteo Sereni
- Andrea Silenzi
- Christian Vieri
- Lido Vieri
- Renato Zaccarelli
- Patricio Hernández
- Julio Libonatti
- Toni Polster
- Walter Schachner
- Vincenzo Scifo
- Johan Walem
- Vedin Musić
- Haris Škoro
- Fernando
- Júnior
- Walter Casagrande
- Müller
- Pinga
- Marko Vešović
- Robert Jarni
- Krunoslav Jurčić
- Joe Baker
- Tony Dorigo
- Gerry Hitchens
- Jocelyn Angloma
- Benoît Cauet
- Abédi Pelé
- Samuel Kuffour
- Zisis Vryzas
- Masashi Oguro
- Wim Kieft
- Faas Wilkes
- Dionisio Arce
- Iosif Fabian
- Valter Birsa
- Ilija Ivić
- Nikola Lazetić
- Nikola Maksimović
- Alen Stevanović
- Denis Law
- Joaquín Peiró
- Martín Vázquez
- Hasse Jeppson
- Hakan Şükür
- Álvaro Recoba
- Carlos Aguilera
- Enzo Francescoli
- Gustavo Méndez

## Vanjske poveznice
- Službena stranica (tal.)